# 則竹勅仁
則竹 勅仁（のりたけ くにひと、1965年〈昭和40年〉7月20日 -- ）は、日本の政治家、ラジオパーソナリティ。元名古屋市会議員、地域政党減税日本ナゴヤ市議団元団長。

## 経歴
- 1965年7月20日 名古屋市中区生まれ。
- 名古屋市立御園小学校卒業、名古屋市立丸の内中学校卒業
- 1985年3月 私立麗澤瑞浪高等学校Ⅱ部卒業（全寮制）
  - 家業である中区長者町繊維問屋則竹株式会社入社（勤労学生として働く）
- 1989年3月 私立名城大学商学部Ⅱ部卒業
- 1989年4月 大阪船場の繊維問屋へ経営修行に出る
- 1991年9月 家業である則竹株式会社に再入社
- 1999年1月 河村たかし衆議院議員秘書
- 1999年4月 愛知県議会議員選挙（中区選挙区）に民主党推薦で立候補、次点（4,474票）
- 2000年7月 名古屋市会議員補欠選挙（中区選挙区）に民主党公認で立候補、次点（4,268票）
- 2003年4月 名古屋市会議員選挙（中区選挙区）に民主党公認で初当選（3,980票）
- 2007年4月 名古屋市会議員選挙（中区選挙区）に民主党公認で二期目当選（6,079票）[1]
- 2010年12月20日 減税日本ナゴヤに移籍
- 2011年4月 名古屋市会議員選挙（中区選挙区）に減税日本公認で三期目当選（7,801票）
- 2011年6月 初当選から公約で拒否していた費用弁償を受け取って一部を私的流用していたことが発覚し、市議団長辞任・会派離脱ののち議員辞職[2][3]。
- 2015年4月 名古屋市会議員選挙（中区選挙区）に次世代の党公認で立候補、落選[4][5]
- 2017年11月 名古屋市会議員補欠選挙（東区選挙区）に無所属で立候補[6]、落選[7]
- 2023年4月　愛知県議会議員選挙（中区選挙区）に減税日本公認で立候補するも落選。[8]
- 現在[いつ?]　介護職員の傍ら、ノリタケRADIO（MID-FM）[9]にパーソナリティとして出演。